# Claes Lernestedt
Claes Olof Lernestedt, född 29 augusti 1967, är en svensk professor i straffrätt vid Stockholms universitet.